# Cofradía de la Columna (Zaragoza)
La Real, Pontificia, Antiquísima, Ilustre, Franciscana y Penitencial Hermandad y Cofradía del Señor Atado a la Columna y de Nuestra Señora de la Fraternidad en el Mayor Dolor fundada en 1804, es una cofradía de Zaragoza (España) que participa en las procesiones y actos de la Semana Santa de esta ciudad.

## Orígenes
Su creación tuvo lugar en el año 1940. Sin embargo, su historia se remonta a 1804, año del que datan los estatutos de la Antiquísima Hermandad del Santísimo Christo Atado a la Columna, constituida para honrar una pequeña imagen del Señor Atado a la Columna. Se tienen datos de que en 1796 un grupo de personas ya veneraban esta imagen en el convento de las Madres Dominicas de Santa Fe. Es en 1940 cuando se crea la filial de la referida hermandad para participar en los actos de la Semana Santa zaragozana. 
En los años 2004 y 2005 se celebró el Bicentenario de la fundación de la Cofradía con un amplio programa de actos de los que destacó la salida del Santísimo Cristo Atado a la Columna en la misma fecha y con idéntico recorrido que la primera procesión celebrada en 1805.

## Hábito
Los miembros de la cofradía visten túnica blanca abrochada a la izquierda que incorpora una hilera de botones rojos en el centro desarrollados verticalmente hasta el dobladillo. El cuello es de tirilla militar y dos botones rojos adornan el puño en la bocamanga. El cíngulo es de color rojo y se ata a la izquierda con tres y dos nudos. Los guantes son blancos utilizándose en todos los actos en que se usa el hábito, salvo para los componentes de la sección de instrumentos, excepción hecha de las trompetas. 
El capirote también es de color rojo y es usado por todos los componentes de la cofradía salvo los miembros de la sección de bombos y de la peana que por comodidad utilizan tercerol. Ambos incorporan en el frontal el escudo de la cofradía. Tanto los zapatos como los calcetines son negros.  
Los cofrades lucen también la medalla de la Cofradía en todos los actos de ésta.

## Pasos
Cuatro son los pasos que procesionan con la cofradía más una peana. 

### Jesús es condenado a los azotes
Este paso representa a las figuras de Pilatos y su mujer, a Jesús y a un sayon.
La imagen recrea cuando el sayon está atando fuertemente a Jesús a la columna porque se nota que no pasa la circulación por las manos, Jesús esperando a esa condena con la cara triste, Pilatos mandando azotarle y la esposa de Pilatos intentando que el castigo de Pilatos sea detenido. El grupo escultórico fue realizado por Manuel Martín Nieto en 2019.

### La Flagelación

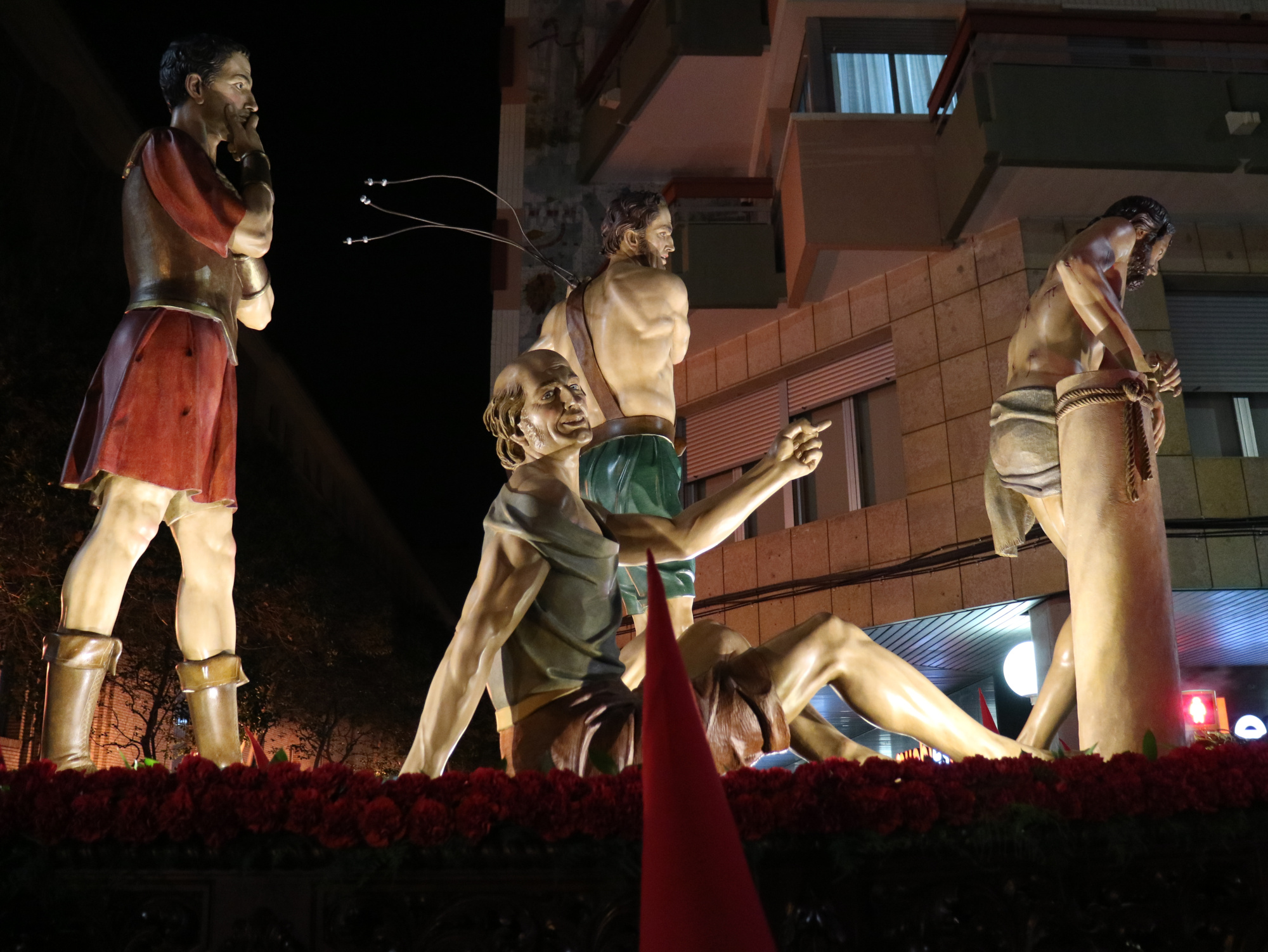
Paso de la flagelación

El paso de La Flagelación está compuesto por cuatro figuras: Cristo semidesnudo atado a una columna corta y junto a él, dos sayones y un soldado romano, estando uno de los sayones en actitud de flagelarle. El paso se estrenó el año 1999 y es obra del imaginero murciano José Antonio Hernández. José Antonio Hernández es miembro de la Real Academia de Bellas Artes de Santa María de la Arrixaca y ha realizado decenas de obras de imaginería religiosa.

### Nuestra Señora de la Fraternidad en el Mayor Dolor
Es un bello paso que representa la Virgen bajo palio en el que serían de destacar los bordados que cubren su manto así como el palio que la cubre. El paso, de estilo andaluz, se desplaza mediante ruedas. La virgen lleva un rosario en su mano izquierda. Frente a ella se despliega una candelería compuesta de 56 velas eléctricas. 

### Jesús Atado a la Columna

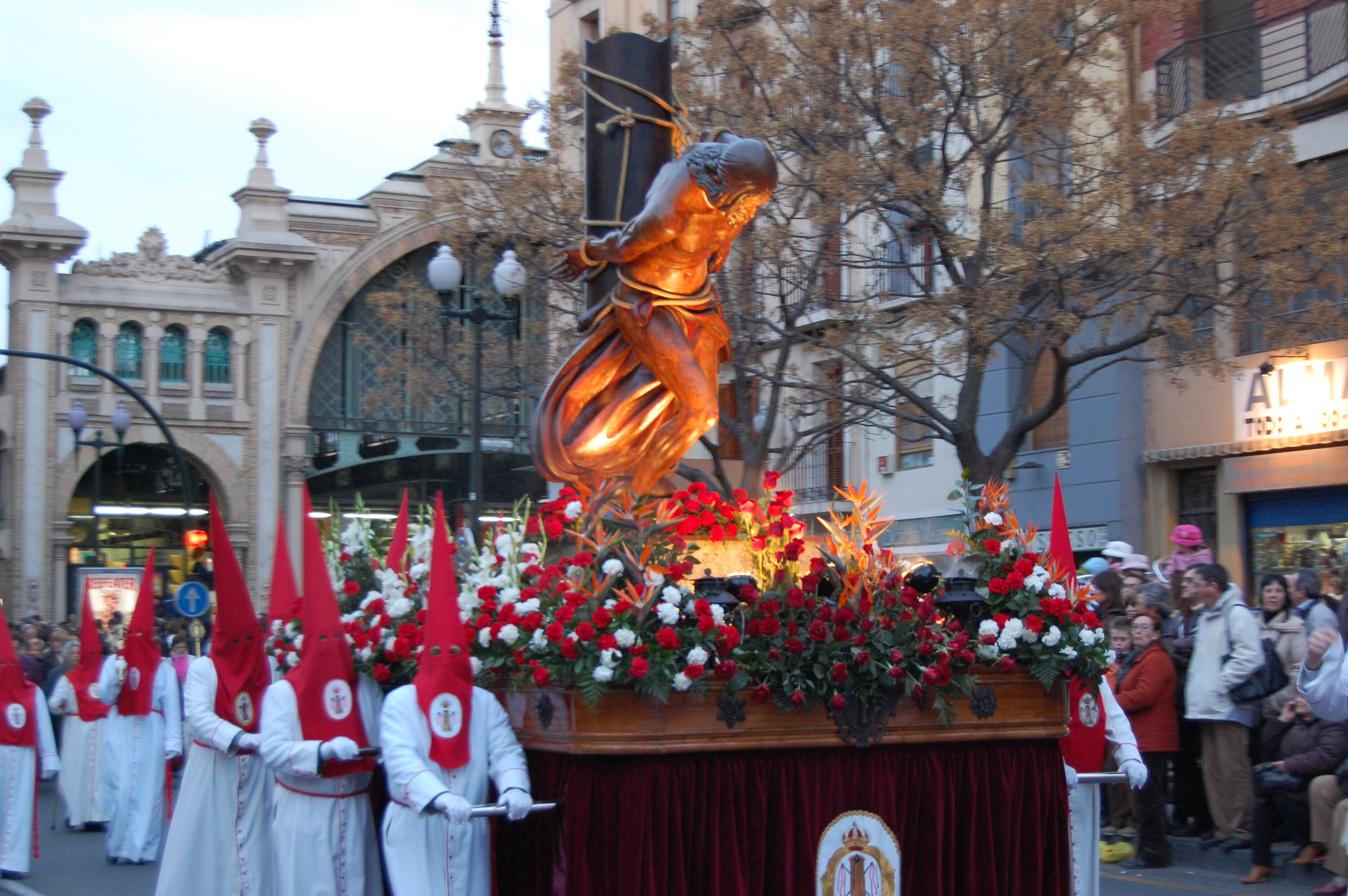
Paso de Jesús Atado a la Columna

Es una talla de grandes dimensiones, realizada por el escultor aragonés José Bueno Gimeno. Representa a Cristo semidesnudo atado a una columna mientras experimenta un violento movimiento hacia delante, visiblemente debilitado tras sufrir el suplicio. Representa, pues, el momento de la finalización del tormento. La obra fue entregada en 1949 costando en aquel entonces 70.000 pesetas. 

### Santísimo Cristo Atado a la Columna
Es una peana que llevan a hombros ocho porteadores. Representa la imagen de Cristo sobre un manto de flores que desciende hasta la greca de madera. Sale en la procesión desde 1981 y fue el origen de la hermandad bajo cuya advocación se fundó en 1804.

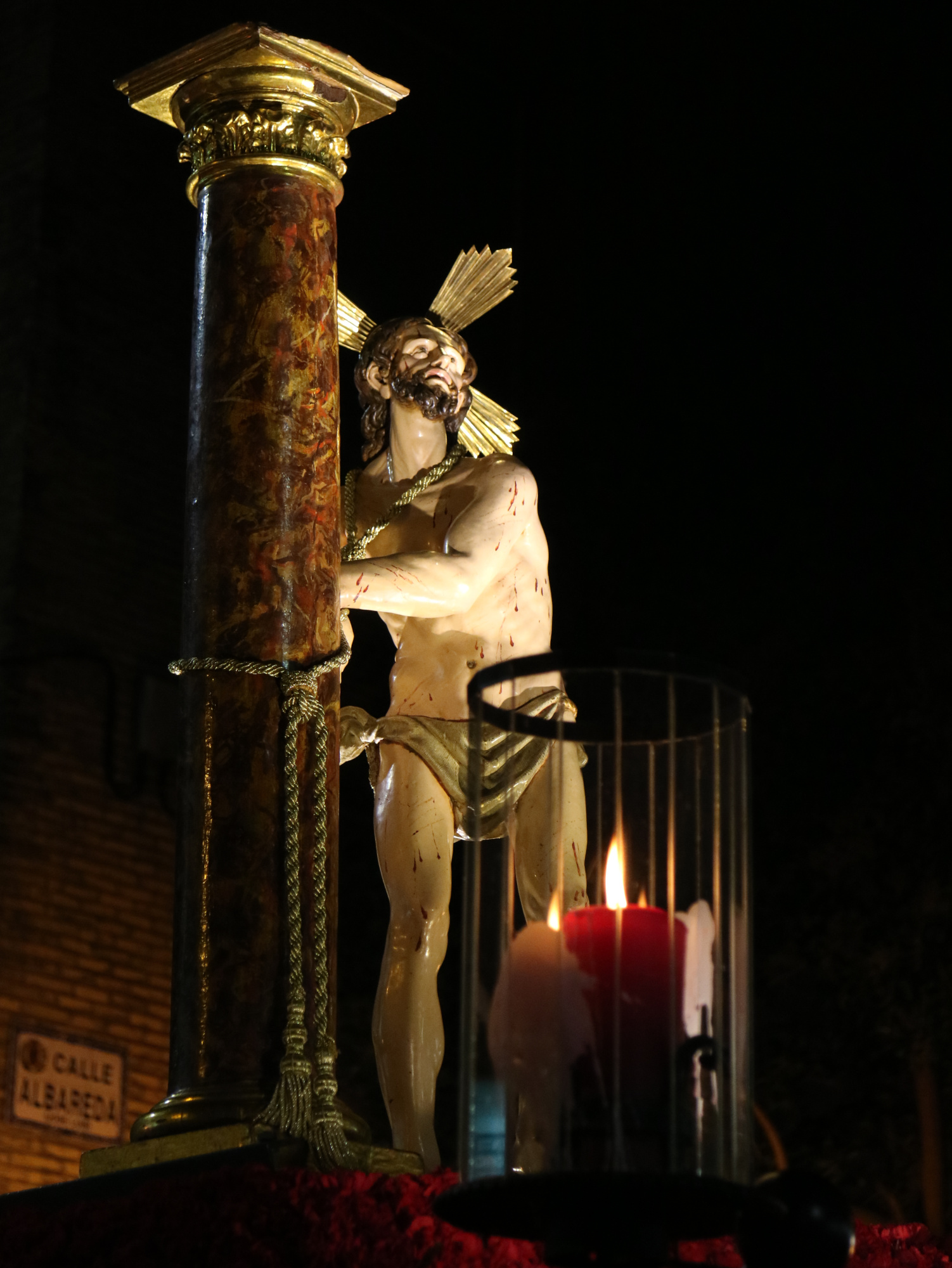
Peana del Cristo atado a la columna
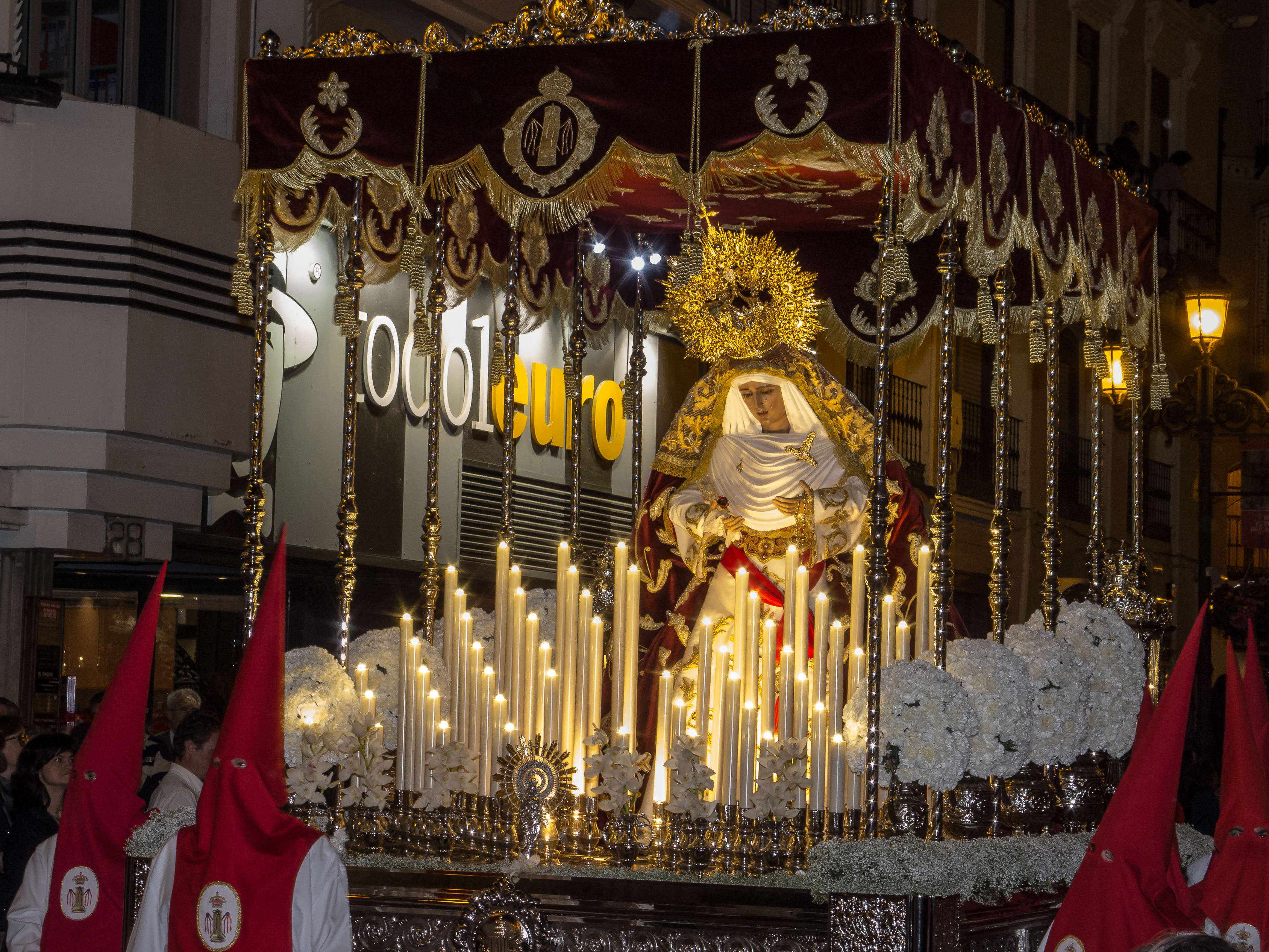
Paso de Nuestra Señora del Mayor Dolor
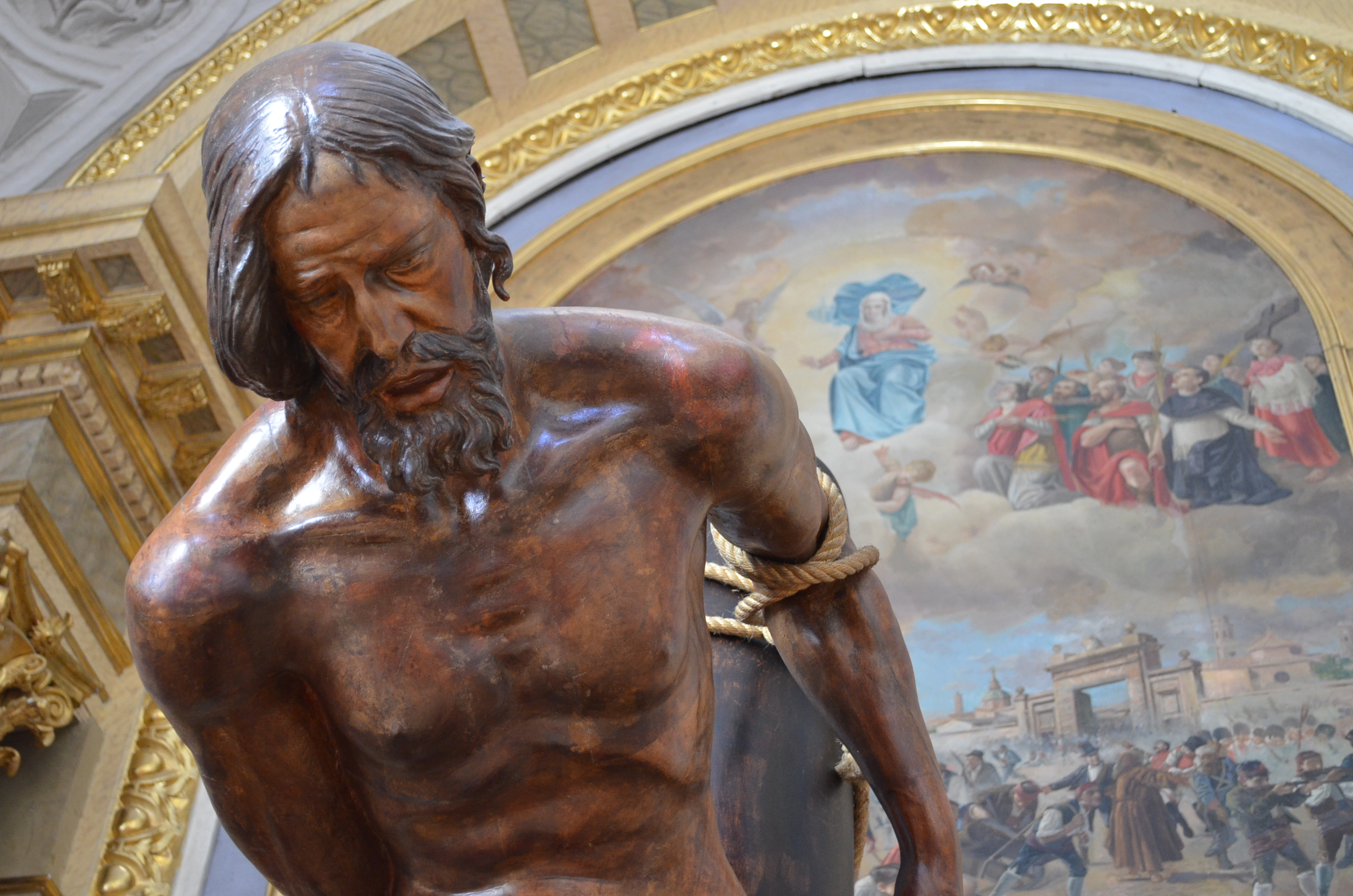
Detalle del Cristo atado a la columna
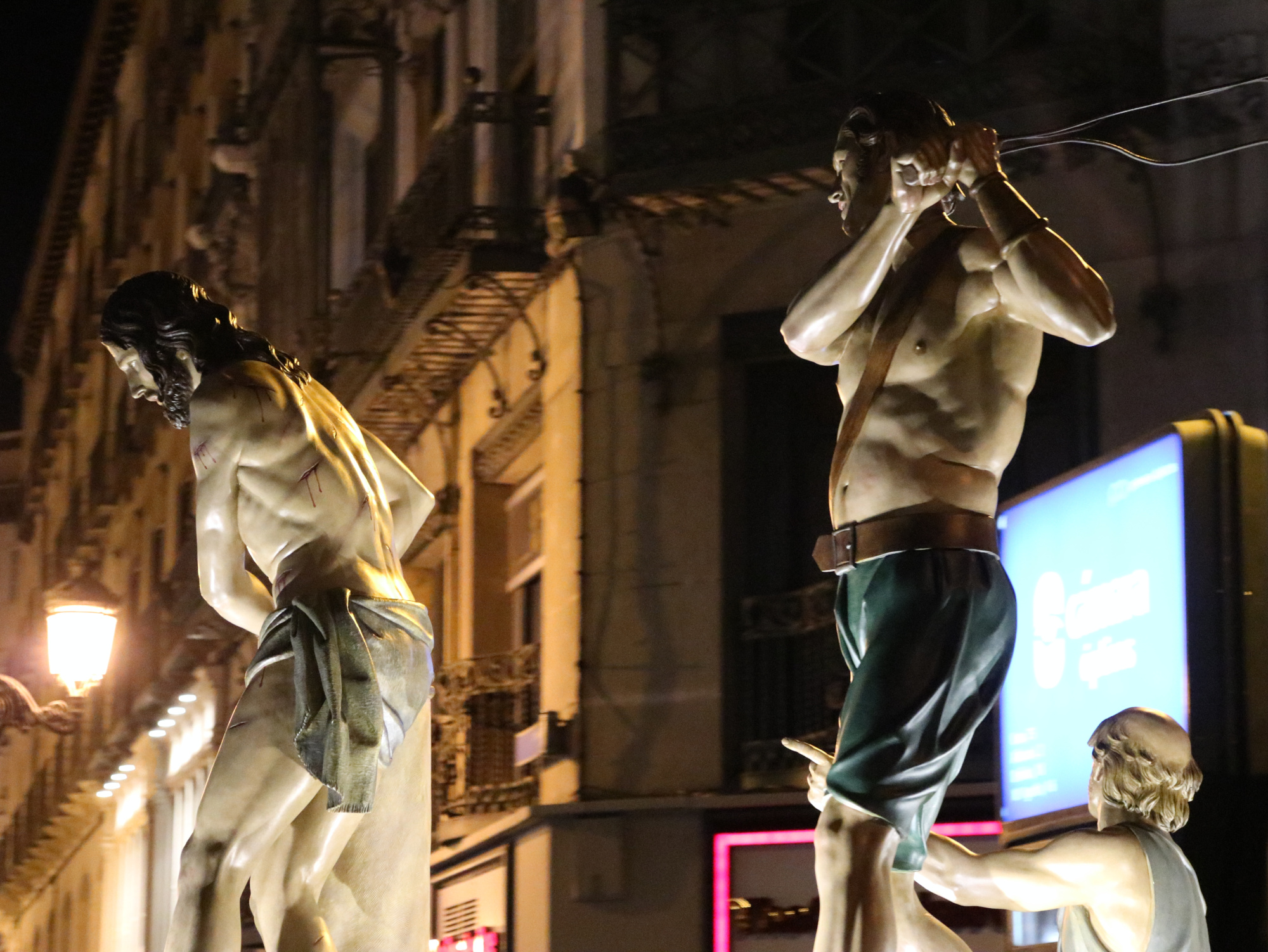
Detalle del paso de la flagelación

## Sede

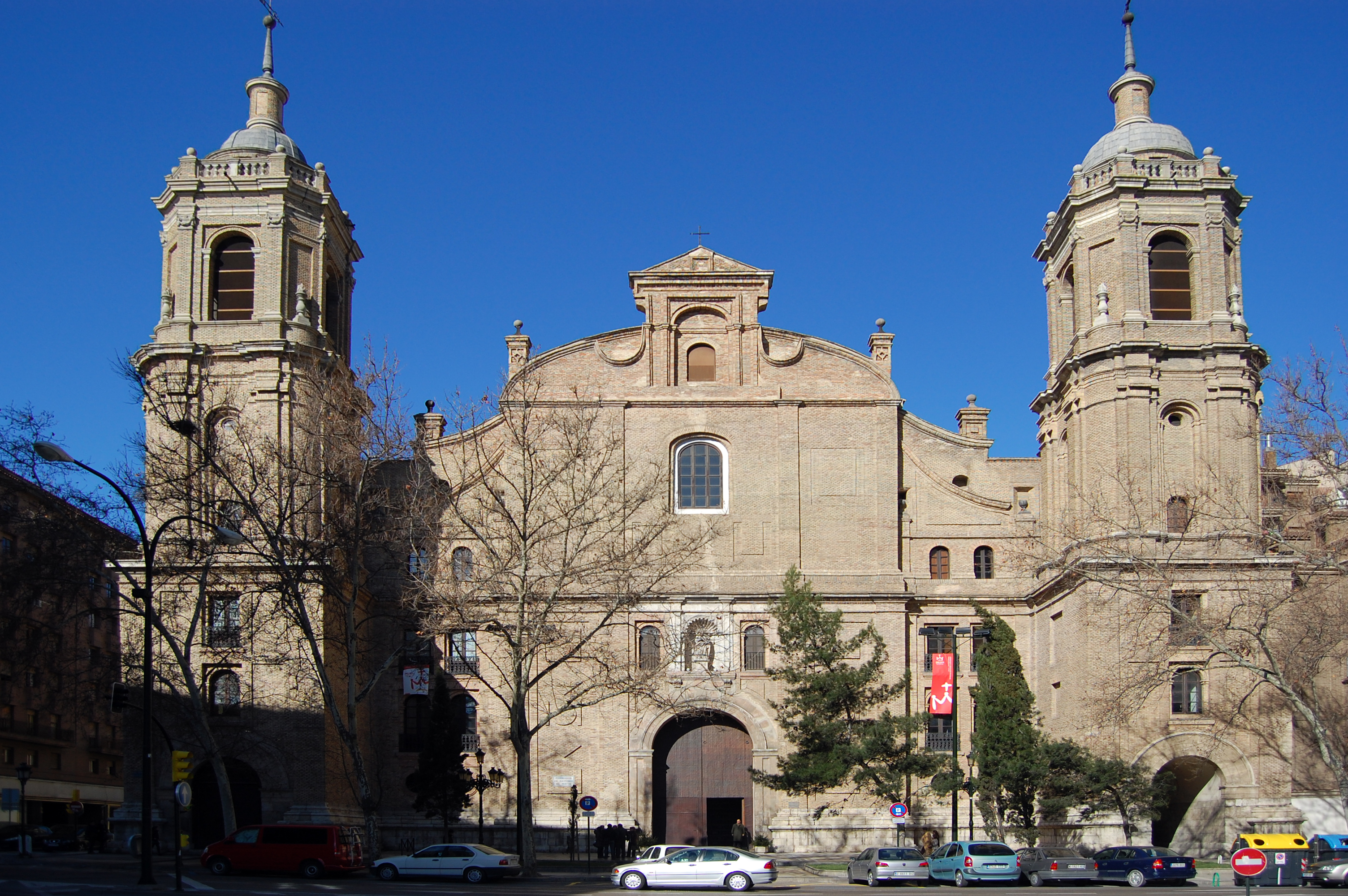
Iglesia de Santiago el Mayor

La sede de la cofradía es la iglesia parroquial de Santiago el Mayor de Zaragoza, sita en la avenida de César Augusto, 21. La iglesia es uno de los edificios más significativos del barroco zaragozano y uno de los mayores de la ciudad. Cuenta con una nave de 70x30x28 metros labrada con decoración geométrica y una cúpula de dimensiones porporcionadas a su volumen, con sesenta metros de altura.
Durante todo el año están expuestos en la iglesia para contemplación y culto de los fieles las tres de las imágenes de la Cofradía: Jesús Atado a la Columna, el Cristo que preside el "Paso de la Flagelación" y Nuestra Señora de la Fraternidad en el Mayor Dolor.